# Cochranella adenocheira
Cochranella adenocheira là một loài ếch thuộc họ Centrolenidae.
Loài này có ở Bolivia và có thể cả Brasil.
Môi trường sống tự nhiên của chúng là rừng ẩm vùng đất thấp nhiệt đới hoặc cận nhiệt đới và sông có nước theo mùa.